# VA-20
La VA-20 o Ronda Este de Valladolid es una carretera de dos carriles por sentido. Es el segundo cinturón que circunvala la ciudad de Valladolid, siendo el primer cinturón el Paseo de Juan Carlos I, la Avenida de Salamanca y la Avenida de Burgos; y el tercer cinturón la Ronda Exterior VA-30.
Tiene su comienzo en la A-62 en el kilómetro 120 y termina en el enlace con la A-601 y la Avenida de Zamora. La Ronda Interior Sur (Avenida de Zamora) no pertenece como tal a la VA-20 al ser una calle municipal.
La ronda tiene cruces a nivel con semáforos, excepto el que realiza con el paseo de Juan Carlos I, un cruce solucionado mediante un puente; y el enlace con la A-62, que es de tipo semitrebol.

## Tramos
| Denominación       | Tramo | Año servicio                                                        | Km            |
| ------------------ | --- | ------------------------------------------------------------------- | ------------- |
| VA-20              | Ronda Interior Norte Enlace A-62 - Avenida de Burgos N-620 Avenida de Burgos N-620 - Avenida de Santander - Calle Cuesta del Tomillo Remodelación (bulevar) | 1993 1989 En obras (conclusión prevista primavera o verano de 2026) | 1 1,5 1,6 4,1 |
| VA-20              | Ronda Interior Este Calle Cuesta del Tomillo - Pol. San Cristóbal Remodelación (bulevar)                                                                    | 1995 En obras (conclusión prevista primavera o verano de 2026)      | 5 5           |
| VA-20              | Pol. San Cristóbal - Enlace VA-30 A-601 Tramo original Remodelación (bulevar)                                                                               | 1994 En obras (conclusión prevista primavera o verano de 2026)      | 1 1           |
| Ronda Interior Sur | Ronda Interior Sur Pol. San Cristóbal VA-20 - Paseo de Zorrilla - Avenida de Salamanca - Enlace A-62                                                        | 2002 1999 1993                                                      | 2,5 1,5 1,5   |

## Recorrido
| Velocidad | Esquema | Kilómetro | Sentido Avenida de Zamora (ascendente) | Sentido A-62 (descendente) | Carretera que enlaza             | Notas |
| --------- | ------- | --------- | --- | --- | -------------------------------- | ----- |
|           |         | 0         | | E-80 A-62 Salamanca - Palencia - Burgos E-82 A-11 Zamora A-60 León - Aeropuerto                                                                        | E-80 A-62 E-82 A-11 A-60         |       |
|           |         | 1         | Valladolid (norte) Avenida de Burgos Feria de Valladolid Barrio de la Overuela Polígono industrial El Berrocal                                                                                  | Valladolid (norte) Avenida de Burgos Feria de Valladolid Barrio de la Overuela Polígono industrial El Berrocal                                         |                                  |       |
|           |         | 1         | Michelín Mercaolid Centro logístico CyLoG | Michelín Mercaolid Centro logístico CyLoG |                                  |       |
|           |         |           | Río Pisuerga (Puentes del Cabildo) | Río Pisuerga (Puentes del Cabildo) |                                  |       |
|           |         | 2         | Barrio España | |                                  |       |
|           |         | 2         | Centro comercial | Barrio España Centro comercial |                                  |       |
|           |         | 2         | Valladolid (centro ciudad) Hospital Clínico VA-113 Cabezón de Pisuerga Santovenia de Pisuerga                                                                                                   | Valladolid (centro ciudad) Hospital Clínico VA-113 Cabezón de Pisuerga Santovenia de Pisuerga                                                          | VA-113                           |       |
|           |         | 3         | Valladolid (centro ciudad) Universidad de Valladolid Cementerio del Carmen | Valladolid (centro ciudad) Universidad de Valladolid Cementerio del Carmen                                                                             |                                  |       |
|           |         |           | FF.CC. Madrid-Irún | FF.CC. Madrid-Irún |                                  |       |
|           |         | 3         | Valladolid (este) Paseo Juan Carlos I | Valladolid (este) Paseo Juan Carlos I |                                  |       |
|           |         | 4         | Valladolid (este) Barrio de Los Santos-Pilarica Instalaciones deportivas Fuente la Mora VA-140 Renedo de Esgueva                                                                                | Valladolid (este) Barrio de Los Santos-Pilarica Instalaciones deportivas Fuente la Mora VA-140 Renedo de Esgueva                                       | VA-140                           |       |
|           |         |           | Río Esgueva | Río Esgueva |                                  |       |
|           |         | 5         | Valladolid (este) Barrio de Las Flores Barrio de Pajarillos VA-1004 Villabáñez | Valladolid (este) Barrio de Las Flores Barrio de Pajarillos VA-1004 Villabáñez                                                                         | VA-1004                          |       |
|           |         | 6         | Valladolid (este) Barrio de San Isidro Camino de Hornillos | Valladolid (este) Barrio de San Isidro Camino de Hornillos                                                                                             |                                  |       |
|           |         | 7,0       | Radar fijo Límite 80 km/h | |                                  |       |
|           |         | 7         | Valladolid (centro ciudad) Plaza Circular A-11 Soria | Valladolid (centro ciudad) Plaza Circular A-11 Soria                                                                                                   | A-11                             |       |
|           |         | 8         | Hospital Río Hortega Polígono industrial San Cristóbal | Hospital Río Hortega Polígono industrial San Cristóbal                                                                                                 |                                  |       |
|           |         | 9         | Valladolid (este) Barrio de Las Delicias Avenida de Segovia Polígono industrial San Cristóbal A-601 Segovia - Madrid por AP-61 VA-30 todas direcciones                                          | Valladolid (este) Barrio de Las Delicias Avenida de Segovia Polígono industrial San Cristóbal A-601 Segovia - Madrid por AP-61 VA-30 todas direcciones | A-601 VA-30                      | 6     |
|           |         |           | Continúa por Avenida de Zamora hacia Valladolid (sur) Estación de Valladolid-Campo Grande Polígono industrial Argales N-601 Olmedo CL-610 Medina del Campo E-80 A-62 Salamanca E-82 A-11 Zamora | | N-601 CL-610 E-80 A-62 E-82 A-11 |       |